# جاو هونجبو
جاو هونجبو (بالصينية: 高洪波) (25 يناير 1966 ببكين في الصين - ) هو مدرب كرة قدم ولاعب كرة قدم صيني في مركز الهجوم. شارك مع منتخب الصين لكرة القدم. أما مع النوادي، فقد لعب مع تانجونغ باغار يونايتد وغوانغجو إفرغراند تاوباو ونادي بكين سينوبو غوان وGuangzhou Matsunichi F.C. ‏.

## وصلات خارجية
- جاو هونجبو على موقع الاتحاد الدولي (مؤرشف)  (الإنجليزية)
- جاو هونجبو على موقع قاعدة بيانات كرة القدم.إي يو (الإنجليزية)
- جاو هونجبو على موقع ناشيونال فوتبول تيمز (الإنجليزية)
- جاو هونجبو على موقع عالم كرة القدم.نت (الإنجليزية)
- جاو هونجبو على موقع اللجنة الأولمبية الصينية (الإنجليزية)